# Sebaea platyptera
Sebaea platyptera là một loài thực vật có hoa trong họ Long đởm. Loài này được (Baker) Boutique miêu tả khoa học đầu tiên năm 1972.